# Tegal Rejo (Belitang)
Tegal Rejo is een bestuurslaag in het regentschap Ogan Komering Ulu van de provincie Zuid-Sumatra, Indonesië. Tegal Rejo telt 3122 inwoners (volkstelling 2010).